# Bitetto
Bitetto ist eine süditalienische Gemeinde (comune) mit 11.743 Einwohnern (Stand 31. Dezember 2023) in der Metropolitanstadt Bari in Apulien. Die Gemeinde liegt etwa 13,5 Kilometer südwestlich von Bari.

## Geschichte
Archäologische Funde deuten auf eine Besiedlung bereits in der mittleren italischen Bronzezeit (ab dem Protoappenninikum, 16./15. Jahrhundert v. Chr.) hin. Aus dieser Zeit stammen wahrscheinlich auch die in zwei Arealen des heutigen Stadtzentrums entdeckten ovalen, leicht in den Boden eingetieften Bauten, die aus Trockenmauerwerk bestanden. Vereinzelte Funde stammen aus der frühen Eisenzeit. Ferner fanden sich Reste einer Siedlung, die ab dem 4. Jahrhundert v. Chr. bestand. Unter der Führung von Meles von Bari kam es hier 1011 zu einer Schlacht der Aufständischen gegen die Byzantiner. Ab 1089 wurde Bitetto durch eine Bulle des Papstes Urban II. Bischofssitz. 1798 ist dieser Bischofssitz erloschen. Seit 1968 handelt es sich um ein Titularbistum.

## Sehenswürdigkeiten

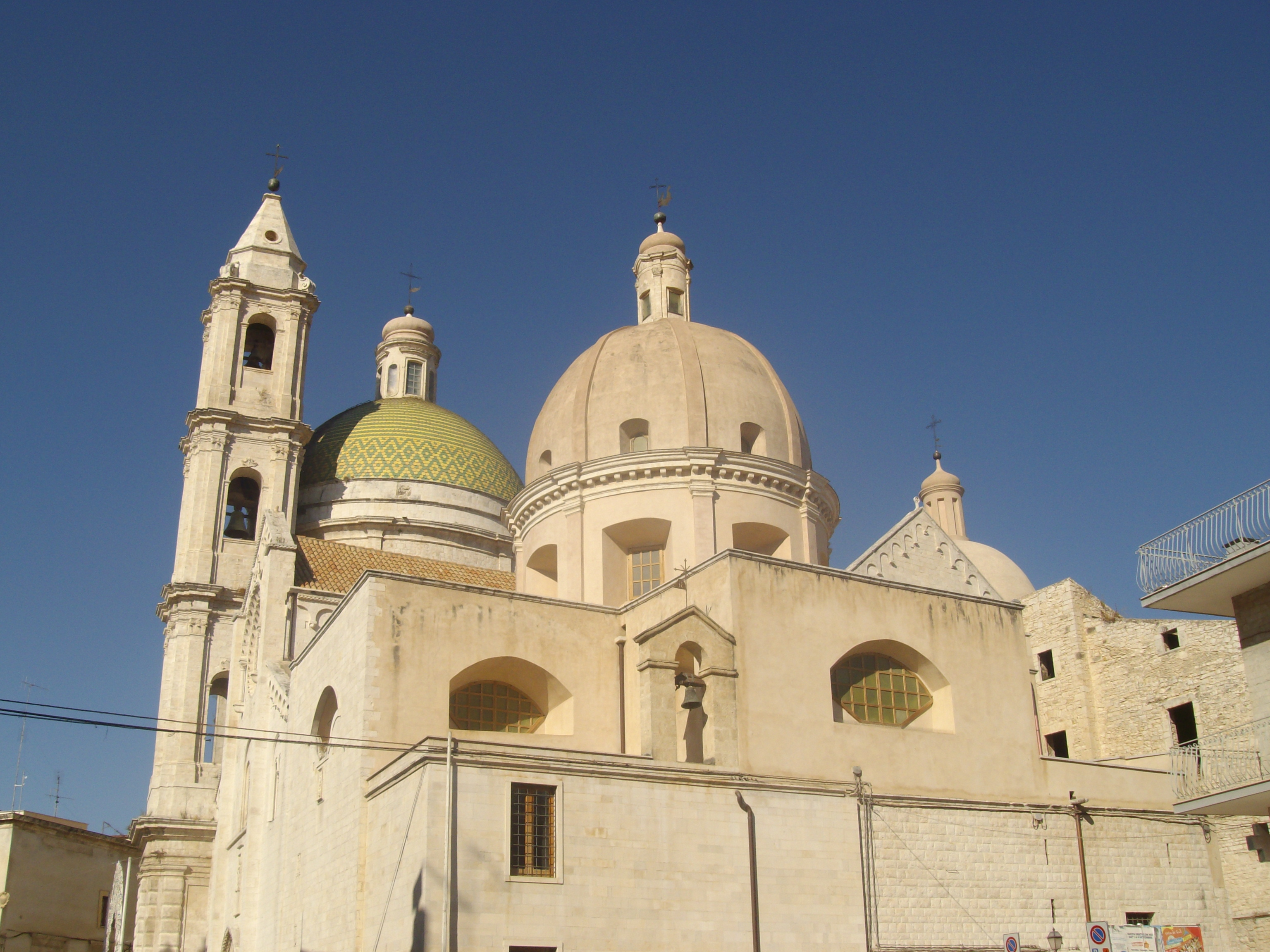
Cattedrale di San Michele Arcangelo

Die Kathedrale vom Erzengel Michael ist ein Beispiel für Apulische Romanik. Von Außen kann man drei Tore sehen, das mittlere zeigt zwei steinerne Löwen. In der Innenseite gibt es drei Kirchenschiffe, die mehrmals erneuert wurden.
Die alte Kirche der Heiligen Maria hat eine schmucklose Fassade mit Tor und Glockenturm auf der rechten Seite. Innen gibt es drei Kirchenschiffe und man kann Gemälde auf Leder und ein hölzernes Tabernakel sehen.
Das 1432 gegründete Kloster vom Seligen Jakob war lange Zeit Minoritensitz, heute wird es als theologische Bildungsstätte genutzt. Es ist bekannt für das Vorhandensein der Reste vom Seligen Jakob, einem Franziskaner, dessen Körper unversehrt geblieben ist.
Das Denkmal zu Ehren der Gefallenen ist den Soldaten aus Bitetto gewidmet, die während des Ersten Weltkriegs gefallen sind. Es wird von einer geflügelten Viktoria gekrönt.

## Verkehr
Durch den Ort führt die elektrifizierte Bahnstrecke Bari–Taranto, an der der Bahnhof Bitetto-Palo di Colle liegt.

## Belege
1. ↑  Bilancio demografico e popolazione residente per sesso al 31 dicembre 2023. ISTAT. (Bevölkerungsstatistiken des Istituto Nazionale di Statistica, Stand 31. Dezember 2023).
2. ↑  Zusammenfassend zu den vorgeschichtlichen Funden in Bitetto: Marco Bettelli, Italia meridionale e mondo miceneo. Ricerche su dinamiche di acculturazione e aspetti archeologici, con particolare riferimento ai versanti adriatico e ionico della penisola italiana. Florenz 2002, S. 22 (mit weiterführender Literatur).